# Payaguá
Payagua (Payaguá, Lengua, Evueví, Paiaguá, Cadigué, Kadigué, Kadigé) /Gente do Rio; Gente da Água/.- Indijansko pleme iz brazilske države Mato Grosso do Sul, Paragvaja i Bolivije u području rijeke Paraguay. Ovo pleme rani izvještaji opisuju kao odvažne riječne gusare, koji u svojim brzim dugout kanuima, plove Paragvajem, sve od močvara Xarayes do rijeke Parane. Paranom su dopirali sve do Santa Féa
Payagua se dijele na sjeverne Sarigué (Cadigué) i južne Magach. Sarigué su imali tri logora u regiji Itapucu, oko 21° 5′ S (južne) širine. Ovu sjevernu skupinu španjolski izvještaji nazivaju Payagua. Druga južna skupina Magach, Tacumbú ili Siacuás živjela je na 25° 17′ S (južne) širine, a španjolski izvještaji nazivaju ih Agaz ili Agaces
Payague imaju dugu povijest neprijateljstava prema Španjolcima i Portugalcima. Godine 1527. napali su Cabotov brod; 1539, masakrirali su družinu Juana de Ayolasa blizu Cerro San Fernanda; u 17. i 18. st. pustoše rijekom Paraguay i napadaju sela. Nakon što su se udružili s ratobornim Mbayama, oni postaju još opasniji. Jezuiti su ih dva puta (1703. i 1715.) bezuspješno pokušali preobratiti na kršćanstvo, ali su oteli i ubili oca Barthelemeya de Blende, a 1717., ubili su još dva druga misionara. 
Tek 1740. južna ili Agaz skupina naselila se u Asunciónu, a tu su im se 1790. pridružili i sjeverna skupina Sarigué. Ovdje žive u posebnom dijelu grada, i to navodno u dobrim odnosima sa španjolskim susjedima. Broj im je 1800. bio oko 1.000, da bi 1820. iz nekog razloga spao na 200. Danas se vode kao nestali.
Payague su kanu-Indijanci u području rijeke Paraguaya, koja po jednoj verziji dobiva ime po plemenu Payagua i riječi  "i", Guarani naziv za "vodu" ili "rijeku", pa bi naziv payagua značio "river of the Payaguas", ili  'rijeka Payagua' . 
Godine 1538. Payague su pobili cijelu pratnju Juan de Ayolasa.